# ریک کوپنس
ریک کوپنس (به هلندی: Rik Coppens) بازیکن فوتبال اهل بلژیک و عضو تیم ملی فوتبال بلژیک بود که در تاریخ ۱۳ مارس ۱۹۴۹ میلادی اولین بازی ملی‌اش را مقابل تیم ملی فوتبال هلند انجام داد. او در ۴۷ بازی ملی حضور داشت و جمعاً ۴۲۵۰ دقیقه برای تیم ملی فوتبال بلژیک به میدان رفت. ریک کوپنس آخرین بازی ملی خود را در تاریخ ۴ اکتبر ۱۹۵۹ میلادی در برابر تیم ملی فوتبال هلند انجام داد. وی در بازی‌های ملی‌اش ۲۱ گل به ثمر رساند.